# Melusina von der Schulenburg

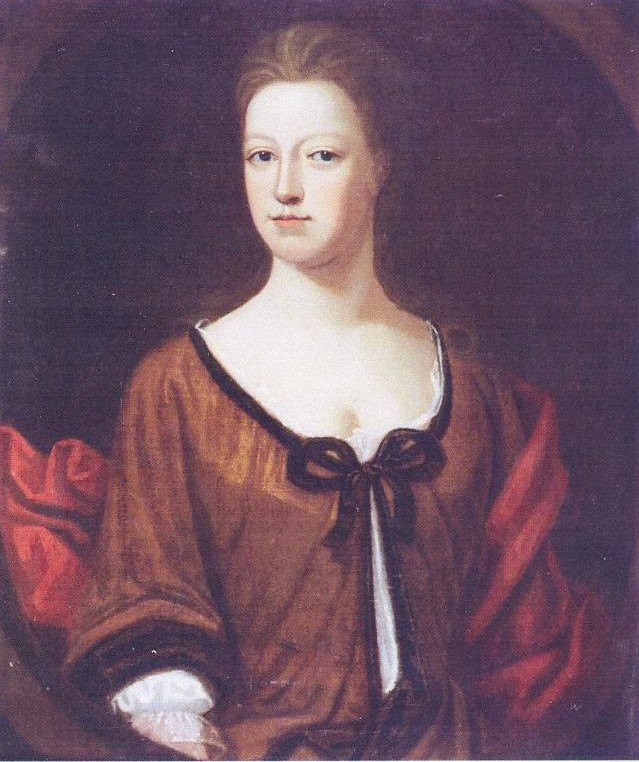
Melusina von der Schulenburg

Petronilla Melusina von der Schulenburg, gravin van Walsingham (1 april 1693 - 16 september 1778) was de dochter van koning George I van Groot-Brittannië en zijn minnares Melusine von der Schulenburg, hertogin van Kendal en Munster.
Vanaf 1722 kreeg Melusina de titel barones van Aldborough en gravin van Walsingham. Na de dood van haar vader in 1727 leefde ze samen met haar moeder in Kendal House in Isleworth. In Isleworth, Middlesex trouwde ze op 5 september 1733 met Phillip Dormer Stanhope, de 4de graaf van Chesterfield, een Britse politicus van de Whig Party.
Het paar had geen kinderen, alhoewel er brieven zijn die suggereren dat ze mogelijk een zoon had, genaamd Benedict Swingate Calvert na een affaire te hebben gehad met Charles Calvert, de 5e baron van Baltimore.
- Gemeinsame Normdatei: 138342830
- International Standard Name Identifier: 0000 0000 6198 6724
- Virtual International Authority File: 89897350
- WorldCat: E39PBJhxrvYXgGRKFfD9g4bPQq